# Megachile diversa
Megachile diversa är en biart som beskrevs av Mitchell 1930. Megachile diversa ingår i släktet tapetserarbin, och familjen buksamlarbin. Inga underarter finns listade i Catalogue of Life.